# 추상 (예술)

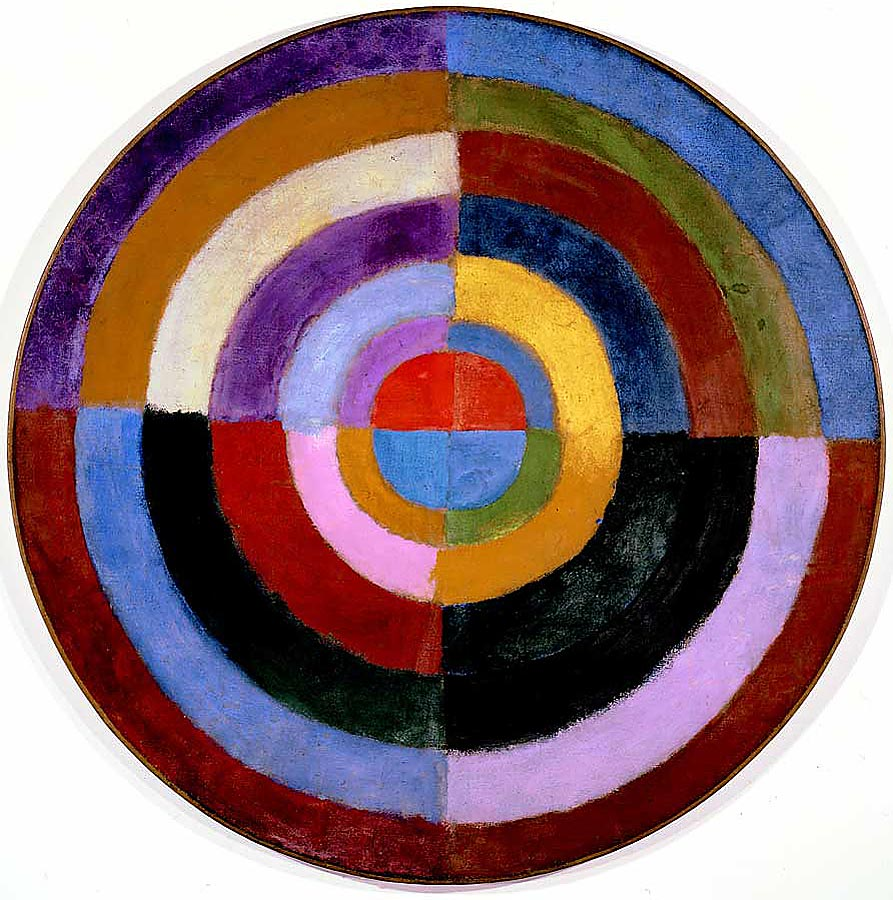
로베르 들로네, 1912-1913, Le Premier Disque, 134 cm, 개인 소장. 추상 예술의 한 작품.

예술에서 추상이란 구상에 반대되는 개념으로, 어떤 대상 혹은 세계로부터 하나의 상을 추려내어 표현하는 것을 의미한다. 모더니즘 이후 장식 중심의 미술에서 벗어나 세계를 조형적으로 정의하려는 움직임이 일어났고, 이것이 추상미술의 원동력이 되었다.

## 추상 미술
추상 미술(抽象美術)은 대상의 구체적인 형상을 나타낸 것이 아니라 점, 선, 면, 색과 같은 순수한 조형 요소로 표현한 미술의 한가지 흐름이다. 형이나 색은 각각의 고유한 의미와 느낌을 가지고 있어 형과 색의 어울림만으로도 그리는 사람의 생각과 느낌을 표현할 수 있다.

## 추상 음악
추상 음악에는 대체로 2가지의 의미가 있다. 그 하나는 순음악과 같은 뜻의 것으로 표제음악에 대립시켜 쓰인다. 또 하나는 구체성이 없는 음악이라는 데서 맛이 없는 음악, 쓸모없는 음악, 무미건조한 음악, 무엇을 말하려는 것인지 알 수 없는 것, 초점이 흐려진 음악 등을 가리킨다.